# Viva la vagina
|  | Denne artikel er oprettet af botten Steenthbot ud fra en ekstern database. Den kan derfor have sproglige fejl eller mangler. Denne skabelon kan fjernes efter kontrol af indholdet. |

Viva la vagina er en dansk dokumentarfilm fra 2017 instrueret af Marie Dyrst og Jacob Latocha.

## Handling
I Kirgisistan er kvinders underliv eller sex ikke noget, man taler åbent om. Men i hovedstaden Bishkek har en gruppe kvinder alligevel brudt tavsheden og meldt sig ind i “Jade Gift School”, hvor der tages hånd om intime emner. På skolen trænes også underlivet, så gener som inkontinens eller komplikationer ved fødsler8 holdes for døren, og her kan kvinder tale åbent om deres intime liv uden at være bange for fordømmelse.